# Meuschenia scaber
Espèce
Meuschenia scaber est une espèce de poissons tetraodontiformes. Il fait partie du groupe des poissons dits balistes de la famille des Monacanthidae.

## Habitat et répartition
On le trouve au large de l'Australie et de la Nouvelle-Zélande, souvent en zone relativement profonde (jusqu'à 100 m), sur des récifs rocheux ou des herbiers.

## Description
Sa longueur est comprise entre 25 et 35 cm.
En Nouvelle-Zélande, il est simplement connu sous le nom « Leatherjacket » et il est le seul poisson de cette famille qui s'y trouve couramment (ce nom est ailleurs également attribué à d'autres espèces).